# Wang Gong
Wang Gong (王鞏 / 王巩; zi: Dingguo 定国, hao: 介庵, auch Qingxu xiansheng 清虚居士; geb. 1048; gest. ca. 1117) war ein chinesischer Dichter und Maler der Zeit der Nördlichen Song-Dynastie.
Er ist Verfasser der Werke Jiashen zaji 甲申杂记,  Wenjian jinlu 闻见近录 und  Suishou zalu 随手杂录, die auch vom Hanyu da zidian herangezogen, und wovon die Pinselnotizen (biji) unter dem Titel Jiashen zaji 甲申杂记/甲申雜記 („Verschiedene Aufzeichnungen aus dem jiashen-Jahr [1104]“) das wohl bekannteste ist.

## Werke
- Jiashen zaji 甲申杂记. Shuofu 说郛 (Wanweishantang ben 宛委山堂本)
- Wenjian jinlu 闻见近录. Zhibuzuzhai congshu 知不足斋丛书
- Suishou zalu 随手杂录.  Zhibuzuzhai congshu 知不足斋丛书